# Skolimowo
Skolimowo [pronunciación en polaco: /skɔliˈmɔvɔ/] (en alemán: Skollmen) es un asentamiento en el distrito administrativo de Gmina Pasłęk, dentro del Distrito de Elbląg, Voivodato de Varmia y Masuria, en el norte de Polonia. Se encuentra aproximadamente 3 kilómetros al sudeste de Pasłęk, 21 kilómetros al este de Elbląg, y 60 kilómetros al noroeste de la capital regional, Olsztyn.
Hasta 1945 el área era parte de Alemania (Prusia Oriental).
El poblamiento tiene una población de 24 habitantes.